# Mistrovství České republiky v lyžařském orientačním běhu 2019
Mistrovství České republiky v lyžařském orientačním běhu 2019 proběhlo ve třech individuálních a jedné týmové disciplíně.

## Mistrovství ČR ve sprintu
Mistrovství ve sprintu proběhlo ve Vysočina aréně za velmi příznivých sněhových podmínek. Tratě využily standardní biatlonové a lyžařské stopy i pro závod připravené skútrové stopy v blízkém okolí v nadmořské výšce 620-750 m n. m.
| Datum závodu   | 12. 1. 2019        |  | Místo konání    | Nové Město na Moravě - Vysočina Aréna • aréna |  | Pořadatel       | SK Orientační sporty Nové Město na Moravě |
| Ředitel závodu | Kateřina Marečková |  | Hlavní rozhodčí | Petr Mareček                                  |  | Stavitelé tratí | Šimon Mareček                             |
| Název mapy     | Modříňák           |  | Web závodu      | www                                           |  | Výsledky závodu | ORIS                                      |

| Zkrácené výsledky | Zkrácené výsledky           | Zkrácené výsledky                    | Zkrácené výsledky | Zkrácené výsledky | Zkrácené výsledky | Zkrácené výsledky   | Zkrácené výsledky        | Zkrácené výsledky | Zkrácené výsledky |
| Pořadí            | H21 – muži                  | H21 – muži                           | H21 – muži        | H21 – muži        | Pořadí            | D21 – ženy          | D21 – ženy               | D21 – ženy        | D21 – ženy        |
| ----------------- | --------------------------- | ------------------------------------ | ----------------- | ----------------- | ----------------- | ------------------- | ------------------------ | ----------------- | ----------------- |
| Zlatá medaile     | Petr Horvát                 | SK Severka Šumperk                   | 22:15             |                   | Zlatá medaile     | Petra Hančová       | OK Lokomotiva Pardubice  | 21:31             |                   |
| Stříbrná medaile  | Jakub Škoda                 | Slavia Liberec orienteering          | 23:30             | +1:15             | Stříbrná medaile  | Lenka Mechlová      | OK Slavia Hradec Králové | 21:46             | +0:15             |
| Bronzová medaile  | Vojtěch Matuš               | Sportovní klub ve Vrbně pod Pradědem | 23:44             | +1:29             | Bronzová medaile  | Kristýna Kolínová   | Oddíl OB Kotlářka        | 22:49             | +1:18             |
| 4                 | Radek Laciga                | TJ Slovan Zdravotník Praha           | 23:54             | +1:39             | 4                 | Helena Randáková    | OOS TJ Spartak Vrchlabí  | 23:25             | +1:54             |
| 5                 | Vojtěch Bartoš              | MLOK Mariánské Lázně                 | 24:44             | +2:29             | 5                 | Johanka Šimková     | OK Slavia Hradec Králové | 23:46             | +2:15             |
| 6                 | Ondřej Vodrážka             | KOS Slavia Plzeň                     | 24:48             | +2:33             | 6                 | Veronika Kubínová   | TJ Slovan Karlovy Vary   | 24:20             | +2:49             |
| 7                 | Ondřej Vystavěl             | Oddíl OS SK Prostějov                | 24:50             | +2:35             | 7                 | Kateřina Neumannová | VSS Přírodověda Praha    | 24:40             | +3:09             |
| 8                 | Jan Grundmann               | OK Lokomotiva Pardubice              | 25:03             | +2:48             | 8                 | Barbora Chudíková   | OK Jihlava               | 25:46             | +4:15             |
| 9                 | Jan Lauerman                | OK Jihlava                           | 25:09             | +2:54             | 9                 | Karolína Teplá      | OK Slavia Hradec Králové | 27:26             | +5:55             |
| 10                | Ondřej Kantor Milan Venhoda | TJ TŽ Třinec OK Jihlava              | 25:45             | +3:30             | 10                | Alena Voborníková   | SK OB Chotěboř           | 28:00             | +6:29             |
| Pořadí            | H20 – junioři               | H20 – junioři                        | H20 – junioři     | H20 – junioři     | Pořadí            | D20 – juniorky      | D20 – juniorky           | D20 – juniorky    | D20 – juniorky    |
| Zlatá medaile     | Ondřej Hlaváč               | KOS TJ Tesla Brno                    | 25:37             |                   | Zlatá medaile     | Markéta Firešová    | SK Žabovřesky Brno       | 25:23             |                   |
| Stříbrná medaile  | Jan Hašek                   | KOS Slavia Plzeň                     | 25:50             | +0:13             | Stříbrná medaile  | Anežka Hlaváčová    | KOS TJ Tesla Brno        | 26:03             | +0:40             |
| Bronzová medaile  | Josef Nagy                  | OOB TJ Tatran Jablonec n. N.         | 26:12             | +0:35             | Bronzová medaile  | Alexandra Svobodová | KOS Slavia Plzeň         | 31:52             | +6:29             |
| Pořadí            | H17 – dorostenci            | H17 – dorostenci                     | H17 – dorostenci  | H17 – dorostenci  | Pořadí            | D17 – dorostenky    | D17 – dorostenky         | D17 – dorostenky  | D17 – dorostenky  |
| Zlatá medaile     | Marek Štěrba                | TJ Slovan Karlovy Vary               | 20:08             |                   | Zlatá medaile     | Kateřina Černá      | KOS Slavia Plzeň         | 18:03             |                   |
| Stříbrná medaile  | Vojtěch Peňáz               | Sportovní klub ve Vrbně pod Pradědem | 20:58             | +0:50             | Stříbrná medaile  | Anna Karlová        | OK Jilemnice             | 18:13             | +0:10             |
| Bronzová medaile  | Radek Peňáz                 | Sportovní klub ve Vrbně pod Pradědem | 21:15             | +1:07             | Bronzová medaile  | Tereza Chrástová    | SK Studenec              | 19:00             | +0:57             |

Souhrnné informace naleznete v článku Mistrovství České republiky v lyžařském orientačním běhu ve sprintu.

## Mistrovství ČR na krátké trati
| Datum závodu   | 20. 1. 2019          |  | Místo konání    | Ramsau am Dachstein • aréna |  | Pořadatel       | SK Haná orienteering |
| Ředitel závodu | Robert Zdráhal       |  | Hlavní rozhodčí | Miroslav Hlava              |  | Stavitelé tratí | Petr Mareček         |
| Název mapy     | Ramsau am Daschstein |  | Web závodu      | www                         |  | Výsledky závodu | ORIS                 |

| Zkrácené výsledky | Zkrácené výsledky | Zkrácené výsledky                    | Zkrácené výsledky | Zkrácené výsledky | Zkrácené výsledky | Zkrácené výsledky   | Zkrácené výsledky                         | Zkrácené výsledky | Zkrácené výsledky |
| Pořadí            | H21 – muži        | H21 – muži                           | H21 – muži        | H21 – muži        | Pořadí            | D21 – ženy          | D21 – ženy                                | D21 – ženy        | D21 – ženy        |
| ----------------- | ----------------- | ------------------------------------ | ----------------- | ----------------- | ----------------- | ------------------- | ----------------------------------------- | ----------------- | ----------------- |
| Zlatá medaile     | Petr Horvát       | SK Severka Šumperk                   | 31:05             |                   | Zlatá medaile     | Petra Hančová       | OK Lokomotiva Pardubice                   | 30:57             |                   |
| Stříbrná medaile  | Vojtěch Matuš     | Sportovní klub ve Vrbně pod Pradědem | 32:32             | +1:27             | Stříbrná medaile  | Lenka Mechlová      | OK Slavia Hradec Králové                  | 31:09             | +0:12             |
| Bronzová medaile  | Jakub Škoda       | Slavia Liberec orienteering          | 32:55             | +1:50             | Bronzová medaile  | Kateřina Neumannová | VSS Přírodověda Praha                     | 32:37             | +1:40             |
| 4                 | Radek Laciga      | TJ Slovan Zdravotník Praha           | 34:09             | +3:04             | 4                 | Johanka Šimková     | OK Slavia Hradec Králové                  | 32:58             | +2:01             |
| 5                 | Michal Drobník    | Sportcentrum Jičín                   | 34:44             | +3:39             | 5                 | Helena Randáková    | OOS TJ Spartak Vrchlabí                   | 34:31             | +3:34             |
| 6                 | Ondřej Vystavěl   | Oddíl OS SK Prostějov                | 34:54             | +3:49             | 6                 | Veronika Kubínová   | TJ Slovan Karlovy Vary                    | 37:00             | +6:03             |
| 7                 | Vojtěch Bartoš    | MLOK Mariánské Lázně                 | 36:00             | +4:55             | 7                 | Alena Voborníková   | SK OB Chotěboř                            | 40:17             | +9:20             |
| 8                 | Ondřej Kantor     | TJ TŽ Třinec                         | 36:05             | +5:00             | 8                 | Daniela Tomešová    | Sportcentrum Jičín                        | 44:37             | +13:40            |
| 9                 | Michal Argaláš    | TJ TŽ Třinec                         | 36:07             | +5:02             | 9                 | Romana Kubínová     | TJ Slovan Karlovy Vary                    | 44:47             | +13:50            |
| 10                | Roman Horyna      | TJ Slovan Zdravotník Praha           | 36:17             | +5:12             | 10                | Iva Kopáčková       | OOB SK Chrast                             | 46:49             | +15:52            |
| Pořadí            | H20 – junioři     | H20 – junioři                        | H20 – junioři     | H20 – junioři     | Pořadí            | D20 – juniorky      | D20 – juniorky                            | D20 – juniorky    | D20 – juniorky    |
| Zlatá medaile     | Josef Nagy        | OOB TJ Tatran Jablonec n. N.         | 35:59             |                   | Zlatá medaile     | Anežka Hlaváčová    | KOS TJ Tesla Brno                         | 34:56             |                   |
| Stříbrná medaile  | Ondřej Hlaváč     | KOS TJ Tesla Brno                    | 37:10             | +1:11             | Stříbrná medaile  | Markéta Firešová    | SK Žabovřesky Brno                        | 35:03             | +0:07             |
| Bronzová medaile  | Jan Hašek         | KOS Slavia Plzeň                     | 38:26             | +2:27             | Bronzová medaile  | Daniela Stoklasová  | SK Orientační sporty Nové Město na Moravě | 54:45             | +19:49            |
| Pořadí            | H17 – dorostenci  | H17 – dorostenci                     | H17 – dorostenci  | H17 – dorostenci  | Pořadí            | D17 – dorostenky    | D17 – dorostenky                          | D17 – dorostenky  | D17 – dorostenky  |
| Zlatá medaile     | Marek Štěrba      | TJ Slovan Karlovy Vary               | 30:32             |                   | Zlatá medaile     | Tereza Macholdová   | KOS Slavia Plzeň                          | 25:25             |                   |
| Stříbrná medaile  | Vít Štefan        | SK Studenec                          | 30:37             | +0:05             | Stříbrná medaile  | Tereza Chrástová    | SK Studenec                               | 26:13             | +0:48             |
| Bronzová medaile  | Lukáš Richtr      | KOS Slavia Plzeň                     | 31:04             | +0:32             | Bronzová medaile  | Kateřina Černá      | KOS Slavia Plzeň                          | 27:12             | +1:47             |

Souhrnné informace naleznete v článku Mistrovství České republiky v lyžařském orientačním běhu na krátké trati.

## Mistrovství ČR na klasické trati
| Datum závodu   | 2. 3. 2019  |  | Místo konání    | Nová Ves - areál SKP • aréna |  | Pořadatel       | Sportovní klub ve Vrbně pod Pradědem |
| Ředitel závodu | Radek Peňáz |  | Hlavní rozhodčí | Milan Binčík                 |  | Stavitelé tratí | Richard Klech                        |
| Název mapy     | Sutě        |  | Web závodu      |                              |  | Výsledky závodu | ORIS                                 |

| Zkrácené výsledky | Zkrácené výsledky | Zkrácené výsledky                    | Zkrácené výsledky | Zkrácené výsledky | Zkrácené výsledky | Zkrácené výsledky   | Zkrácené výsledky          | Zkrácené výsledky | Zkrácené výsledky |
| Pořadí            | H21 – muži        | H21 – muži                           | H21 – muži        | H21 – muži        | Pořadí            | D21 – ženy          | D21 – ženy                 | D21 – ženy        | D21 – ženy        |
| ----------------- | ----------------- | ------------------------------------ | ----------------- | ----------------- | ----------------- | ------------------- | -------------------------- | ----------------- | ----------------- |
| Zlatá medaile     | Jakub Škoda       | Slavia Liberec orienteering          | 1:24:28           |                   | Zlatá medaile     | Lenka Mechlová      | OK Slavia Hradec Králové   | 1:07:46           |                   |
| Stříbrná medaile  | Radek Laciga      | TJ Slovan Zdravotník Praha           | 1:26:21           | +1:53             | Stříbrná medaile  | Helena Randáková    | OOS TJ Spartak Vrchlabí    | 1:09:43           | +1:57             |
| Bronzová medaile  | Michal Argaláš    | TJ TŽ Třinec                         | 1:31:45           | +7:17             | Bronzová medaile  | Kateřina Neumannová | VSS Přírodověda Praha      | 1:09:47           | +2:01             |
| 4                 | Miroslav Rygl     | KOS TJ Tesla Brno                    | 1:35:37           | +11:09            | 4                 | Tereza Nováková     | OK Lokomotiva Pardubice    | 1:24:32           | +16:46            |
| 5                 | Jan Grundmann     | OK Lokomotiva Pardubice              | 1:39:36           | +15:08            | 5                 | Karolína Teplá      | OK Slavia Hradec Králové   | 1:27:57           | +20:11            |
| 6                 | Lukáš Kettner     | KOB Dobřichovice                     | 1:39:55           | +15:27            | 6                 | Iva Kopáčková       | OOB SK Chrast              | 1:29:52           | +22:06            |
| 7                 | Nikolas Domín     | VŠTJ Ekonom Praha                    | 1:40:46           | +16:18            | 7                 | Alena Voborníková   | SK OB Chotěboř             | 1:32:25           | +24:39            |
| 8                 | Radek Nožka       | OK Lokomotiva Pardubice              | 1:42:31           | +18:03            | 8                 | Romana Kubínová     | TJ Slovan Karlovy Vary     | 1:32:51           | +25:05            |
| 9                 | Jan Čermák        | OK Lokomotiva Pardubice              | 1:44:50           | +20:22            | 9                 | Lucie Szarzecová    | TJ TŽ Třinec               | 1:39:12           | +31:26            |
| 10                | Tomáš Kovalčík    | Orientační Běh Opava                 | 1:45:43           | +21:15            | 10                | Kateřina Argalášová | TJ TŽ Třinec               | 1:43:35           | +35:49            |
| Pořadí            | H20 – junioři     | H20 – junioři                        | H20 – junioři     | H20 – junioři     | Pořadí            | D20 – juniorky      | D20 – juniorky             | D20 – juniorky    | D20 – juniorky    |
| Zlatá medaile     | Josef Nagy        | OOB TJ Tatran Jablonec n. N.         | 1:10:44           |                   | Zlatá medaile     | Anežka Hlaváčová    | KOS TJ Tesla Brno          | 1:08:19           |                   |
| Stříbrná medaile  | Ondřej Hlaváč     | KOS TJ Tesla Brno                    | 1:11:12           | +0:28             | Stříbrná medaile  | Veronika Gallová    | SK Studenec                | 1:15:03           | +6:44             |
| Bronzová medaile  | Ondřej Šrámek     | Klub vytrvalostních sportů Šumperk   | 1:50:44           | +40:00            | Bronzová medaile  | Marie Lacigová      | TJ Slovan Zdravotník Praha | 1:34:20           | +26:01            |
| Pořadí            | H17 – dorostenci  | H17 – dorostenci                     | H17 – dorostenci  | H17 – dorostenci  | Pořadí            | D17 – dorostenky    | D17 – dorostenky           | D17 – dorostenky  | D17 – dorostenky  |
| Zlatá medaile     | Marek Hasman      | KOS Slavia Plzeň                     | 52:40             |                   | Zlatá medaile     | Tereza Macholdová   | KOS Slavia Plzeň           | 45:42             |                   |
| Stříbrná medaile  | Lukáš Richtr      | KOS Slavia Plzeň                     | 53:02             | +0:22             | Stříbrná medaile  | Adéla Randáková     | OOS TJ Spartak Vrchlabí    | 48:32             | +2:50             |
| Bronzová medaile  | Vojtěch Peňáz     | Sportovní klub ve Vrbně pod Pradědem | 53:25             | +0:45             | Bronzová medaile  | Kateřina Černá      | KOS Slavia Plzeň           | 49:31             | +3:49             |

Souhrnné informace naleznete v článku Mistrovství České republiky v lyžařském orientačním běhu na klasické trati.

## Mistrovství ČR štafet
| Datum závodu   | 3. 3. 2019  |  | Místo konání    | Nová Ves - areál SKP • aréna |  | Pořadatel       | Sportovní klub ve Vrbně pod Pradědem |
| Ředitel závodu | Radek Peňáz |  | Hlavní rozhodčí | Milan Binčík                 |  | Stavitelé tratí | Richard Klech                        |
| Název mapy     | Zmijovka    |  | Web závodu      |                              |  | Výsledky závodu | ORIS                                 |

| Zlatá medaile    | TJ Slovan Zdravotník Praha Vítek Pospíšil Roman Horyna Radek Laciga      | 1:54:17          |                  | Zlatá medaile    | OK Slavia Hradec Králové Lenka Mechlová Karolína Teplá Kateřina Neumannová                   | 1:41:16          |                  |
| Stříbrná medaile | TJ TŽ Třinec Jan Cienciala Ondřej Kantor Michal Argaláš                  | 1:57:27          | +3:10            | Stříbrná medaile | OOS TJ Spartak Vrchlabí Adéla Randáková Alžběta Randáková Helena Randáková                   | 1:44:59          | +3:43            |
| Bronzová medaile | VŠTJ Ekonom Praha Nikolas Domín Ondřej Blaha Jakub Škoda                 | 1:59:40          | +5:23            | Bronzová medaile | TJ Slovan Karlovy Vary Romana Kubínová Klára Procházková Tereza Nováková                     | 1:58:42          | +17:26           |
| 4                | OK Lokomotiva Pardubice Jan Čermák Radek Nožka Jan Grundmann             | 2:00:27          | +6:10            | 4                | KOS Slavia Plzeň Kateřina Černá Marie Březinová Tereza Macholdová                            | 2:02:28          | +21:12           |
| 5                | KOS TJ Tesla Brno David Vedra David Schwab Martin Štěpánek               | 2:03:20          | +9:03            | 5                | TJ TŽ Třinec Teresa Mrózek Lucie Szarzecová Kateřina Argalášová                              | 2:04:39          | +23:23           |
| Pořadí           | H18 - dorostenci                                                         | H18 - dorostenci | H18 - dorostenci | Pořadí           | D18 - dorostenky                                                                             | D18 - dorostenky | D18 - dorostenky |
| Zlatá medaile    | Sportovní klub ve Vrbně pod Pradědem Vít Matuš Radek Peňáz Vojtěch Peňáz | 1:42:02          |                  | Zlatá medaile    | SK Orientační sporty Nové Město na Moravě Zuzana Stoklasová Barbora Pušová Kateřina Koberová | 1:44:37          |                  |
| Stříbrná medaile | USK Praha Michal Blaha Dominik Průša Jiří Blaha                          | 1:43:45          | +1:43            | Stříbrná medaile | USK Praha Markéta Kodejšová Jolana Štraitová Anna Čechmánková                                | 1:53:34          | +8:57            |
| Bronzová medaile | KOS Slavia Plzeň Marek Hasman Radim Tokár Lukáš Richtr                   | 2:03:56          | +21:54           | Bronzová medaile | TJ TŽ Třinec Romana Haltofová Adéla Navrátilová Petra Bruková                                | 2:17:25          | +32:48           |

Souhrnné informace naleznete v článku Mistrovství České republiky v lyžařském orientačním běhu štafet.